# Bengalul de Vest
Bengalul de Vest este un stat din estul Indiei.
Se învecinează la est cu Bangladesh, împreună cu care formează regiunea etno-lingvistică Bengal. La nord-est se învecinează cu statul indian Assam, la nord cu Bhutan și Sikkim, la vest cu statele indiene Jharkhand și Bihar, iar la sud-vest cu statul indian Orissa. Capitală este orașul Calcuta, a cărui arie metropolitană este a treia ca populație în India.

## Istorie
În regiunea Bengal urme de civilizație s-au găsit de acum 4000 de ani.

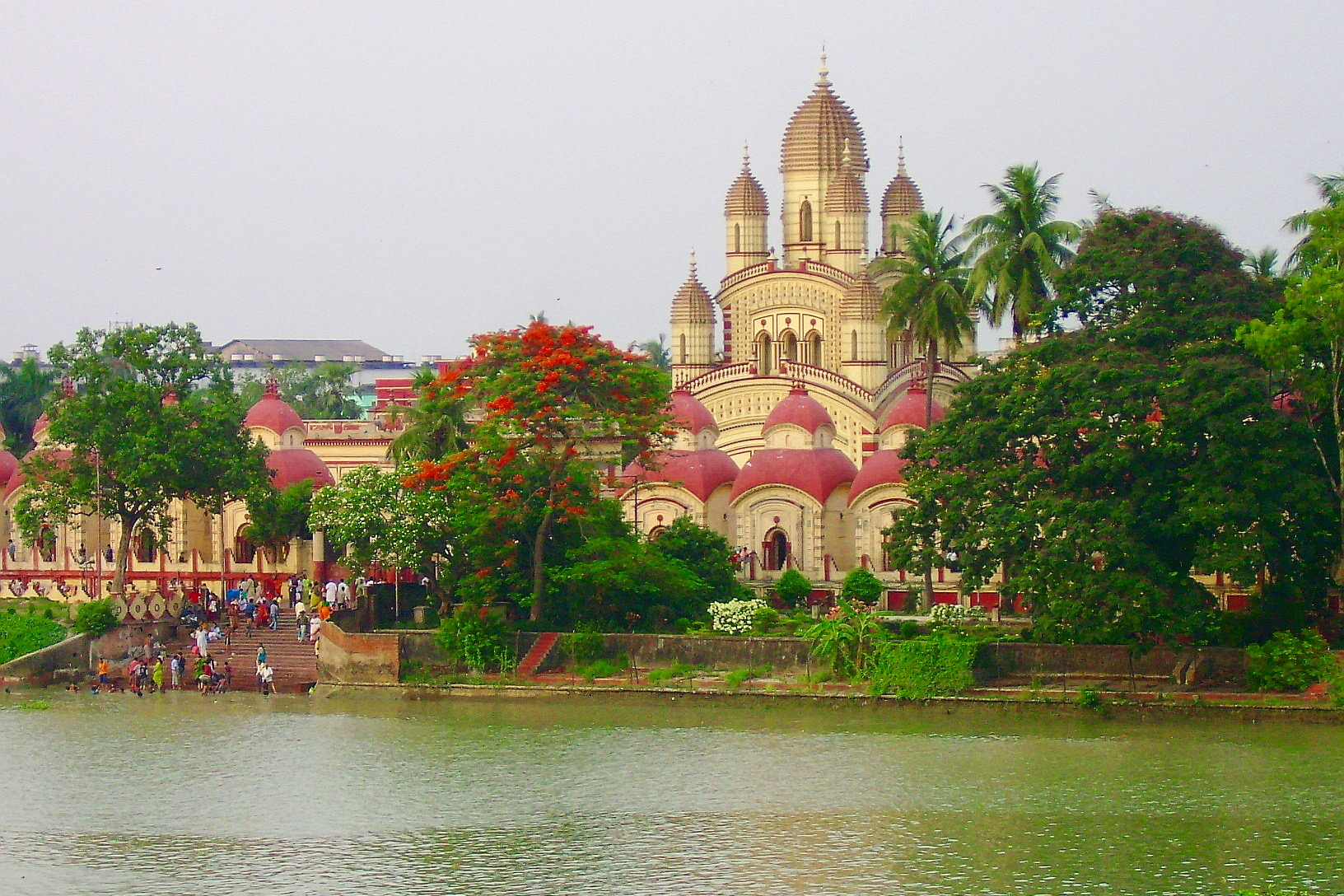
Templul lui Kali din Dakhshineswar

Călătorii europeni au ajuns în zonă în secolulul al XV-lea. În 1757, în urma bătăliei de la Plassey, britanicii au pus stăpânire pe zonă. În 1770 populația din Bengal a suferit o foamete în urma căreia au murit milioane de oameni.
În 1772 Calcuta a devenit capitala Indiei Britanice.
Bengalul a jucat un rol important în mișcarea de independență a Indiei.
În 1947 Bengalul a fost împărțit pe criterii religioase, partea de vest fiind inclusă în India, iar partea de est fiind inclusă în Pakistan sub denumirea Bengalul de Est (redenumit apoi Pakistanul de Est, care în 1971 avea să devină statul independent Bangladesh).

## Geografie
Bengalul de Vest se întinde din Munții Himalaya la nord până la Golful Bengal la sud. Suprafața totală este de 88752 km2. Statul cuprinde munții Darjeeling cu cel mai înalt vârf al statului Sandakphu (3.636 m), delta Gangelui, regiunea Rarh și pădurile de mangrove Sundarbans.

## Demografie
Populația este de 91,3 milioane locuitori, majoritatea bengalezi. Alte comunități etnice sunt: biharezii, împrăștiați prin întreg statul, șerpașii și tibetanii aflați mai ales în zonele de la granița cu Sikkim.
Limba oficială este bengaleza, destul de folosite fiind și hindi sau engleza. 70,5% din populație este de religie hindusă, iar 27% de religie musulmană.
Densitatea populației este de 1.029 locuitori/km2, fiind cel mai dens populat stat indian. Orașele principale sunt Kolkata (capitala), Asansol, Siliguri și Durgapur.

## Economie
După independență economia Bengalului de Vest se bazează pe agricultură și întreprinderi mici și mijlocii. Statul a suferit mai multe decenii de violență politică și stagnare economică. În ziua de astăzi economia Bengalului de Vest este a șasea ca mărime în India cu un produs intern brut de 180 miliarde dolari SUA și cu un PIB pe cap de locuitor de 1600 dolari SUA. Datoria publică a statului se ridică la 56 miliarde dolari SUA sau 32,6% din PIB, dar este în scădere de la 40,65% în anii 2010-11.